# Basidiospore

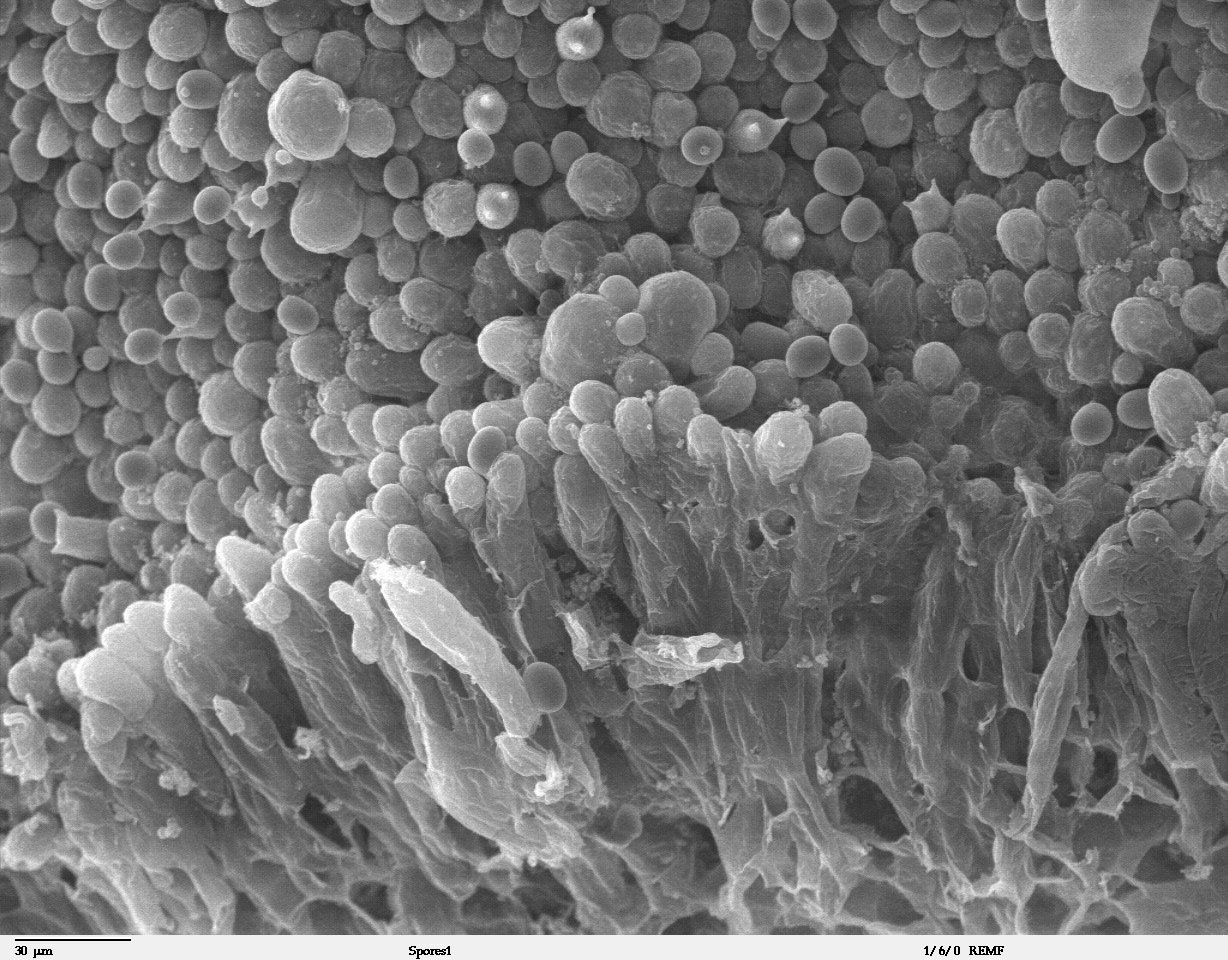
Agaricus bisporus basidiospores

Une basidiospore est une spore utilisée pendant la reproduction et produite par les basidiomycètes. Les basidiospores contiennent un noyau haploïde issu de la méiose, et sont produites par des cellules spécialisées appelées basides. Les lamelles situées sous le chapeau des espèces communes de basidiomycètes peuvent contenir des millions de basides. Une baside mature possède  à son sommet quatre basidiospores contenant chacune l'un des quatre noyaux haploïdes obtenus après la méiose. En conséquence, un unique champignon peut libérer des milliards de spores. La plupart des basidiospores sont libérées avec énergie, et sont alors considérées comme des ballistopores.
Les basidiomycètes forment des spores sexuelles à partir d'une structure externe appelée baside. Quatre basidiospores se développent sur les appendices de chaque baside. Ces spores constituent l'unité principale de dispersion dans l'air pour les Fungi.  Les spores sont libérées pendant les périodes de forte humidité et leur concentration dans l'atmosphère atteint généralement un maximum la nuit et peu avant l'aube. 
Quand les basidiospores rencontrent un substrat favorable, ils peuvent germer, formant alors des hyphes. Ces hyphes croissent depuis la spore originelle vers l'extérieur, formant un cercle de mycélium qui s'étend progressivement. La forme circulaire d'une colonie de champignons explique la formation de ronds de sorcières, ainsi que les lésions cutanées circulaires dues aux champignons infectant la peau (mycoses). Certains basidiospores germent de façon répétitive en formant de petites spores au lieu des hyphes.

## Forme et structure générales
Les basidiospores sont généralement caractérisées par la présence d'un appendice hilaire, la partie de la spore qui s'attache au stérigmate de la baside. L'appendice hilaire est proéminent sur certaines basidiospores et moins évident sur d'autres. Un pore germinal apical peut également être présent. De nombreuses basidiospores ont une forme asymétrique due à leur développement sur la baside. Les basidiospores sont généralement unicellulaires et peuvent être sphériques, ovales, voire elliptiques ou cylindriques. La surface de la spore peut également être globalement lisse ou présenter des reliefs.
Les basidiospores sont présentes chez les membres du phylum des Basidiomycota, qui inclut les champignons, les pucciniales, les Fungi causant les charbons, et d'autres classes.